# 灵山街道 (青岛市)
灵山街道，原为灵山镇，是中国山东省青岛市即墨区下辖的一个街道。2020年8月，撤镇设街道，现区划代码为3702150090
00。
灵山街道位于即墨中心区域以北16.5公里，灵山西北麓，烟青公路横贯辖区。阴历二、七逢集，是区域内八大集市之一。
2009年，全街道辖42个行政村，总人口30588人，其中男15337人、女15251人。总面积81.5平方公里，耕地面积5013公顷。

## 名称由来

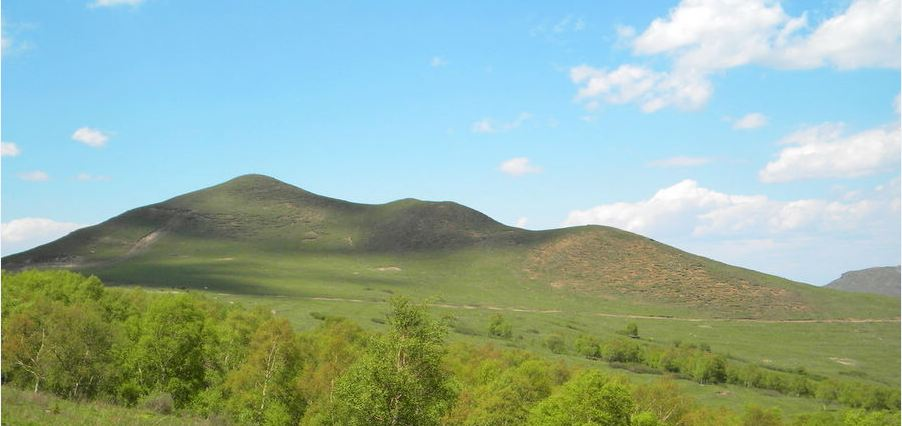
灵山远景照片(从山南面拍摄)

因灵山村而得名。村名源于村南灵山，灵山素以灵气著称，山上有碧霞元君和灵山老母庙，亦因山形灵芝，故又名“灵芝山”。

## 气候环境
气候属平原、丘陵半湿润温凉区，年平均气温12℃，无霜期200天左右，常年降水量600-750毫米。灵山位于街道办事处驻地南2公里，秀丽的灵山诸峰于万顷平原之中拔地而起，韵味无穷。地表水和地下水丰富，是蒙沙河、流浩河的发源地，域内有水库、平塘50余座，水质甘冽。

## 行政区划
灵山街道下辖以下地区：
河南一村、河南二村、河南三村、上河北村、下河北村、卫东村、泊子村、前山后村、后山后村、岚埠湾村、大稻池村、小稻池村、东黄家庄村、仁义庄村、段埠庄村、金家湾村、灵东村、东山坡村、西山坡村、东三泉庄村、西三泉庄村、周家疃村、崔家庵村、石旺河村、泉上村、松树庄村、西黄家庄村、李前庄村、韩流庄村、索戈庄村、甲于庄村、前小于庄村、后小于庄村、中河北村、集旺疃村、孙旺疃村、刘旺疃村、院东村、岚前岭村、西姜村、中姜村和东姜村。

## 灵山
灵山坐落在即墨城北10公里处灵山镇境内，海拔154.6米，东经127°27'，北纬36°32'，204国道沿山脚下穿过，是青烟、青石两条公路干线之间的制高点，又是城北屏障。
灵山由三个山包自东而西排列而成，西峰最高，原名零山，又称灵芝山，均因其形而得名，后因香火之盛，称之为“灵山”，素以“钟灵毓秀、人杰地灵、仙山圣母”而闻名遐迩。
秀丽的灵山诸峰于万顷平原之中拔地而起，韵味无穷。山上山下，树木葱茏，风景秀丽，实为旅游胜地。晴日，登望海石，东南而望可观大海；阴霾天气，山顶云缭雾绕，聚而不散，称作“灵山戴帽”。春秋时节，百鸟翔集，盘旋欢叫，时有全身赤红的“火狐狸”穿跃林间。
灵山不惟自然风光秀丽，且历史悠久，名胜古迹众多，庙宇建筑别具一格，且规模宏大壮观。更有许多灵山圣母的传说穿插其间。

## 灵山旅游景区
灵山位于即墨区中心以北10公里处，海拔154.6米，因状似灵芝，又名“灵芝山”，素以灵山圣母而闻名。
山上树木茂盛，满目青翠，绿草如茵。晴日登上望海石，可东望大海波涛汹涌，阴雨天气则山顶云雾缭绕久聚不散。灵山圣母庙始建于周元王五年，已有两千多年的历史。
灵山老母的美妙传说妇孺皆知。玉皇顶、送生店、聚仙洞、泰山老母殿、十八只手殿等金碧辉煌，庙宇内神佛雕像栩栩如生。两吨重的坤灵洪钟声震数十里，堪称齐鲁第一钟。
古历四月十五日和十月二十五日的灵山庙会，历史悠久，是胶东半岛规模最大的庙会，庙会日方圆数百里赶会的人数达20万之众。

## 灵山老母的传说
灵山原名“灵芝山”，占地4平方公里。海拔154.6米，山体三峰呈东西走向排列，西峰最高。2001年被命名为“即墨灵山森林公园”，2007年被评为国家A级旅游景区。

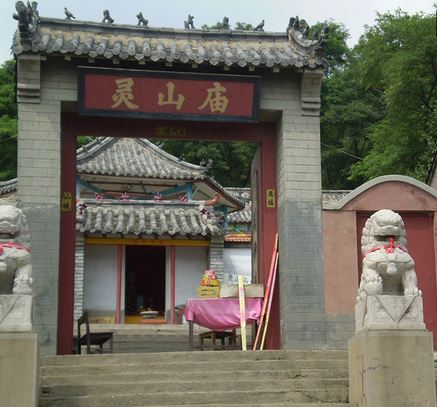
灵山庙

明朝万历年间，重修元君庙，掘地得元君遗壳并有一石碑，碑文记载了灵山老母成仙的故事。国子监祭酒周如砥为此撰写了元君碑记。清朝乾隆版《即墨县志》记载：“灵山青霄元君祠，不知起于何时。万历年重修，掘得元君遗蜕并一石碑。乃周元王五年建。碑载：元君招远王氏，许配墨邑金门，貌陋甚，十八岁尚未婚。孝事翁姑。一日出汲于山之东，遇一白马素袍者曰：‘吾奉帝命取尔上升，四月十五日其期也。’乃以巾搽元君面，容貌顿改。及期，果音乐远播，紫云罩山，遂登顶坐石而化。后，一小牧儿被雷击死，寻苏，言见云中羽扇鹤驾，顶冠翡翠曰：‘吾清霄元君也，救而传语，唯孝当钦。’土人遂建祠于山巅云。”综合上述记载及民间传说：周朝时，招远王氏女淑娘自幼父母双亡，由哥嫂抚养，倍受哥嫂讥讽打骂和虐待。然而，淑娘心地善良，尽力为家里劳作，默默为街坊排难，极得邻里好评，乡民都憎其哥嫂对淑娘的虐待，常有街坊邻居指责其嫂之过。哥嫂一怒，将淑娘卖到灵山金家湾村给金家做童养媳。在这里她极孝翁婆、体贴丈夫、操持家务，善待姑叔，对街坊邻居无不尽力相帮，对妇孺老幼均都爱护有加，充分展现了中国伟大女性的高尚情操。
一日在灵山汲水时，遇到一素袍老人，在老人的指引下，换回真容，于当年的四月十五日在灵山山巅坐化成仙。成仙后，用自己的法力治病救人、扶危济困、保佑一方百姓平安。人们极为尊崇，称其为“灵山老母”，又名“青霄元君”。
自周朝开始，当地百姓自发地捐资捐物修祠塑像，对庙宇逐年修缮扩建，渐成规模，特别是唐、明两朝官家的参与，使灵山庙宇一度成为胶东地区最大的庙宇建筑群。相传灵山老母（青霄元君）与泰山老母（碧霞元君）是姐妹，在即墨地区凡是建灵山老母庙的地方均建有泰山老母庙。人们将老母成仙之日即每年的农历四月十五日定为灵山庙会，是即墨数十处山庙会中规模、会期最大，参会人数最多的庙会。清朝一位文人的一句“灵山四月扛马行”，形象地反映了灵山庙会的盛况。
灵山老母的传说源远流长，灵山老母救苦救难、普度众生的传说已深深地烙印于人们的心中。“灵山前，大乱不乱、大减不减”等谚语流传至今。
灵山东山坡村的来由也足以说明灵山老母香火的鼎盛，灵山前有一个村庄叫东山坡，据村庄有关族谱记载：该村原叫蓝家庄，是以即墨城蓝家为首的大户人家，为了来灵山膜拜灵山老母的方便，在灵山山前买得土地，并盖了房子，以到灵山膜拜老母住宿、休息之用。平日则雇人照看，久而久之，即墨及即墨以外的有钱人家，相继在此购买土地、盖房搭屋，渐渐地成了一个村落。由于西边一路之隔的村叫山坡，为分辨两村，故而称之东山坡，西边的原山坡改名为西山坡。
随着近代中国的战火不断，经济萧条，特别是第二次国共内战年间，灵山这座方圆百里拔地而起的孤山，是交通网络里的唯一制高点，成为备受敌我双方注重的军事要地。据《中国解放战争史》记载：在这弹丸之地，敌我双方曾投入数万兵力，你争我夺，比较大的战役就有三次，使山上的自然景观和庙宇建筑全部被战火摧毁。“文化大革命”期间，与灵山老母传说有关的一些残存遗迹，又遭受了毁灭性的破坏。自此，关于灵山老母传说的很多文化物质载体在世上消失了，但有许多东西仍散落于民间，灵山老母传说的精神仍牢牢根植于人们的心中。

## 农业
2009年，街道完成农林牧渔业总产值(现价)31836万元，其中农业20316万元、林业1977万元、牧业9376万元、渔业182万元。粮食总产48151吨，增长7%；花生总产10077吨，增长5%；蔬菜、瓜类总产47573吨，增长8%；水果总产1800吨，增长3%。大牲畜年末存栏3959头，猪年末存栏5930万头、年内出栏18550头，羊年末存栏485只，家禽年末存栏41万只、年内出栏210万只。水产品总量 185吨，增长2 %，淡水养殖面积25公顷。农田有效灌溉面积3050公顷，增长151%。

### 特色农产品
灵山韭菜、“久和园” 牌黄粉虫鸡蛋、“乔家屯”牌牛奶西瓜、绿色大白菜、东黄腊条、西黄大棚蔬菜、中河北优质专用小麦。
灵山韭菜：1998年注册“灵山牌”蔬菜商标，在2000年举办的青岛农业博览会上，灵山镇自主培育的韭菜新品种“灵韭王”和“灵山牌”蔬菜商标，被评为农业新品种金奖，被中央电视台、山东电视台、《农民日报》等媒体专题报道。2003年，该镇被青岛市“菜篮子”工程建设领导小组评为青岛市菜篮子工作先进单位。

## 工业
2009年，街道完成工业总产值140658万元，增长19%。规模以上工业企业19家，工业总产值105489万元。工业销售产值98105万元，固定资产小计20039万元，资产合计29125万元，负债合计5194万元，利润总额6867万元，利税总额4905万元。规模以下工业企业92家，工业总产值35169 万元，销售收入34114万元。

## 社会事业
2009年，街道有初中1所，小学7所，共有在校学生2823名；幼儿园15所，入园幼儿668名。有卫生院1所，医疗室(站)25个。人口自然增长率0.53‰，计划生育率98.8%。百户拥有电话80部，有线电视入户率85%。

## 公交线路

### 城乡公交线路
107路：即墨——上疃——林戈庄——灵山，全程13.8公里

### 镇际公交线路
203路：沿田新线行驶，由田横站——王村镇——店集镇——华山镇——灵山街道——段泊岚镇——刘家庄镇——移风店，全程70公里

### 镇村公交线路
333路 灵山街道办事处——松树庄——索戈庄
334路 灵山街道办事处——山后庄子——岚埠湾——大稻池——小稻池——东黄家庄——金家湾 ——灵东村东山坡——方冠集团——灵山